# 日本空中通勤
日本空中通勤（日语： Nihon Ea Komyūtā Kabushiki-gaisha */?，簡稱）是一間以日本鹿兒島機場為基地的航空公司，為日本航空的子公司，提供與日航的接駁服務。日本空中通勤的樞紐是鹿兒島機場，而奄美機場、福岡機場及大阪國際機場則是其重點機場。此外，目前也已成為寰宇一家聯盟成員。

## 歷史

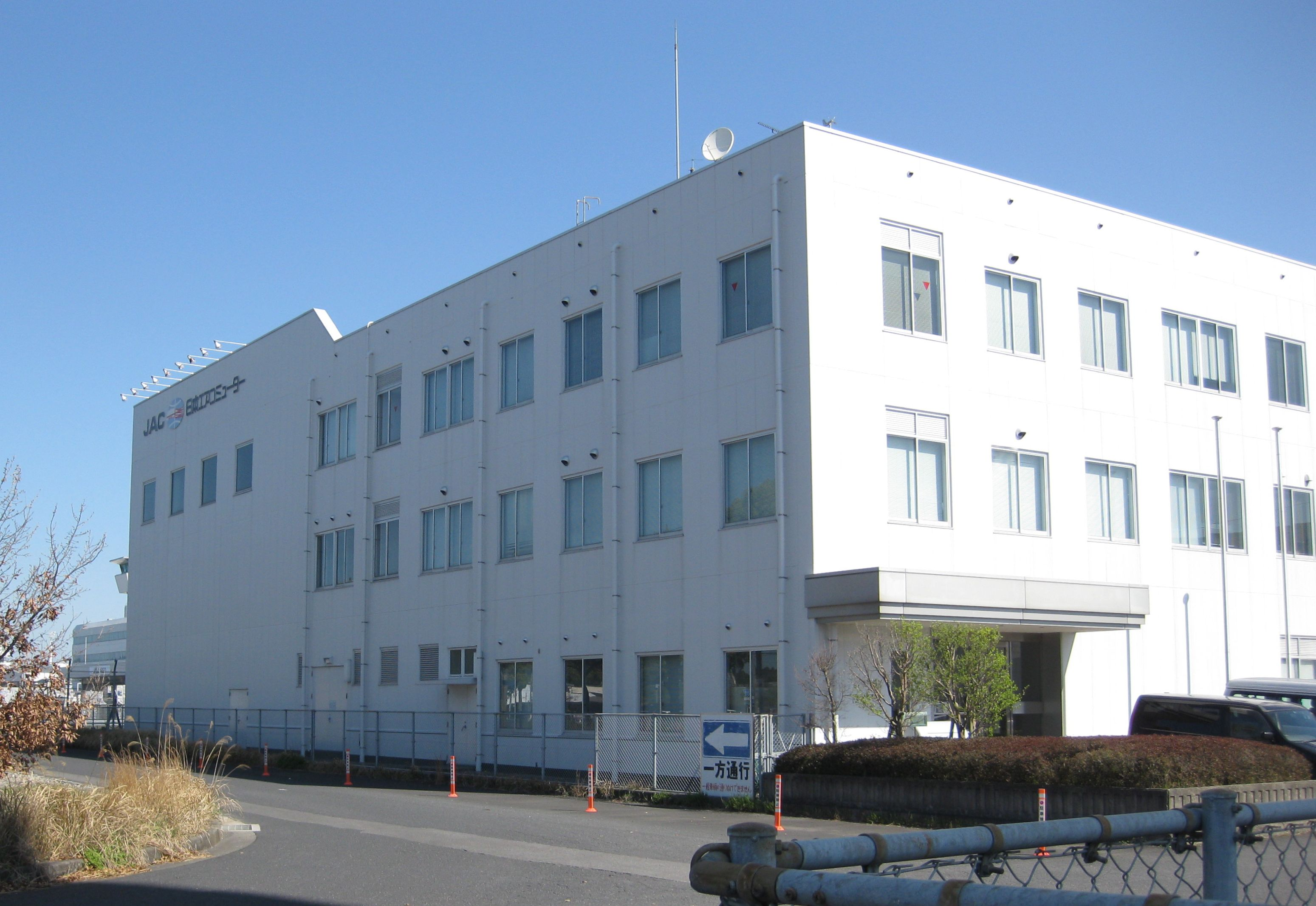
日本空中通勤總部

1983年由日本佳速航空的前身東亞國內航空與鹿兒島縣奄美諸島14個市町村(因合併已減少為12個)所共同出資成立，2006年日本航空合併日本佳速航空取得日本空中通勤的股權，今日本航空持有60%股權，鹿兒島縣奄美諸島12個市町村持有40%股權。
- 1983年7月1日: 成立日本空中通勤（總部在奄美）
- 1983年11月2日: 取得不定期航空運送事業執照
- 1983年12月10日: 開始使用多尼爾228航行（奄美 - 喜界島、德之島、沖永良部島、與論島）
- 1988年6月15日: 總部遷移到鹿兒島機場
- 1988年7月6日: 取得定期航空運送事業執照
- 1988年7月19日: 開始使用YS-11航行（鹿兒島-沖永良部島）
- 1992年12月1日: 開始使用SAAB340B航行
- 1994年5月18日: 開始在離島線路以外的航行（大阪-但馬）
- 2003年2月1日: 開始使用Q400航行（大阪-鹿兒島、大阪-出雲）
- 2006年9月30日：隨著沖永良部機場－鹿兒島的臨時航班，YS-11結束在航行的生涯。
- 2007年10月1日: 建立松本 - 新千歳路線。路線擴展入北海道。
- 2008年3月17日: 為了根據航行乘務員的健康上的理由，到航行引起障礙。在3月20日-30日，於大阪國際機場航班出發和到達的的一部分的航班(有6班)停開。
- 2008年6月18日: 乘務員工會發起罷工，同日預定航班中86航班停航。

## 路線
- 新千歲機場 - 松本機場
- 大阪國際機場 - 新潟機場、松本機場、但馬飛行場、出雲機場、隱岐機場、松山機場、福岡機場、大分機場、宮崎機場、鹿兒島機場、種子島機場
- 廣島西機場 - 宮崎機場、鹿兒島機場
- 出雲機場 - 隠岐機場
- 鹿兒島機場 - 高松機場、岡山機場
- 松山機場 - 福岡機場、鹿兒島機場
- 福岡機場 - 松本機場、出雲機場、德島機場、鹿兒島機場
- 鹿兒島機場 - 種子島機場、屋久島機場、奄美機場、喜界機場、德之島機場（12月航行）、沖永良部機場、與論機場
- 奄美機場 - 喜界機場、德之島機場、沖永良部機場
- 沖永良部機場 - 與論機場

## 機隊
截至2025年8月，日本空中通勤平均機齡6.6年，機隊如下：

## 過去使用的飛機

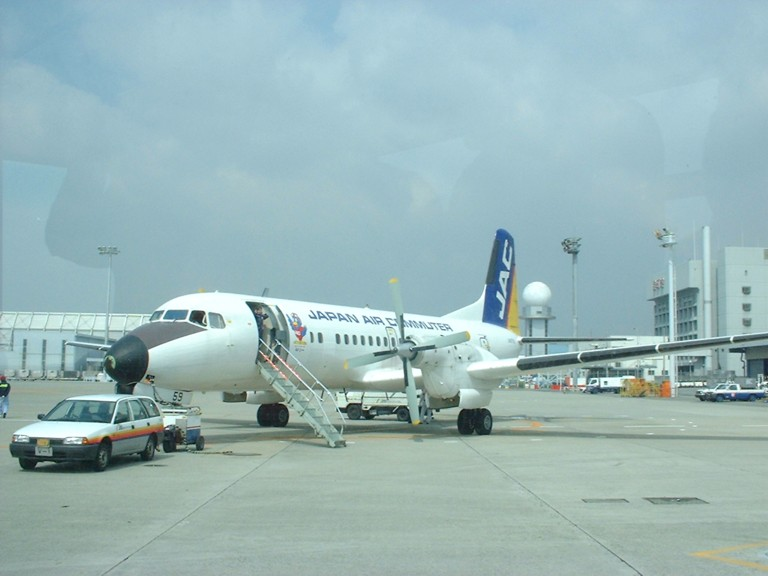
日本佳速航空時期的YS-11塗裝
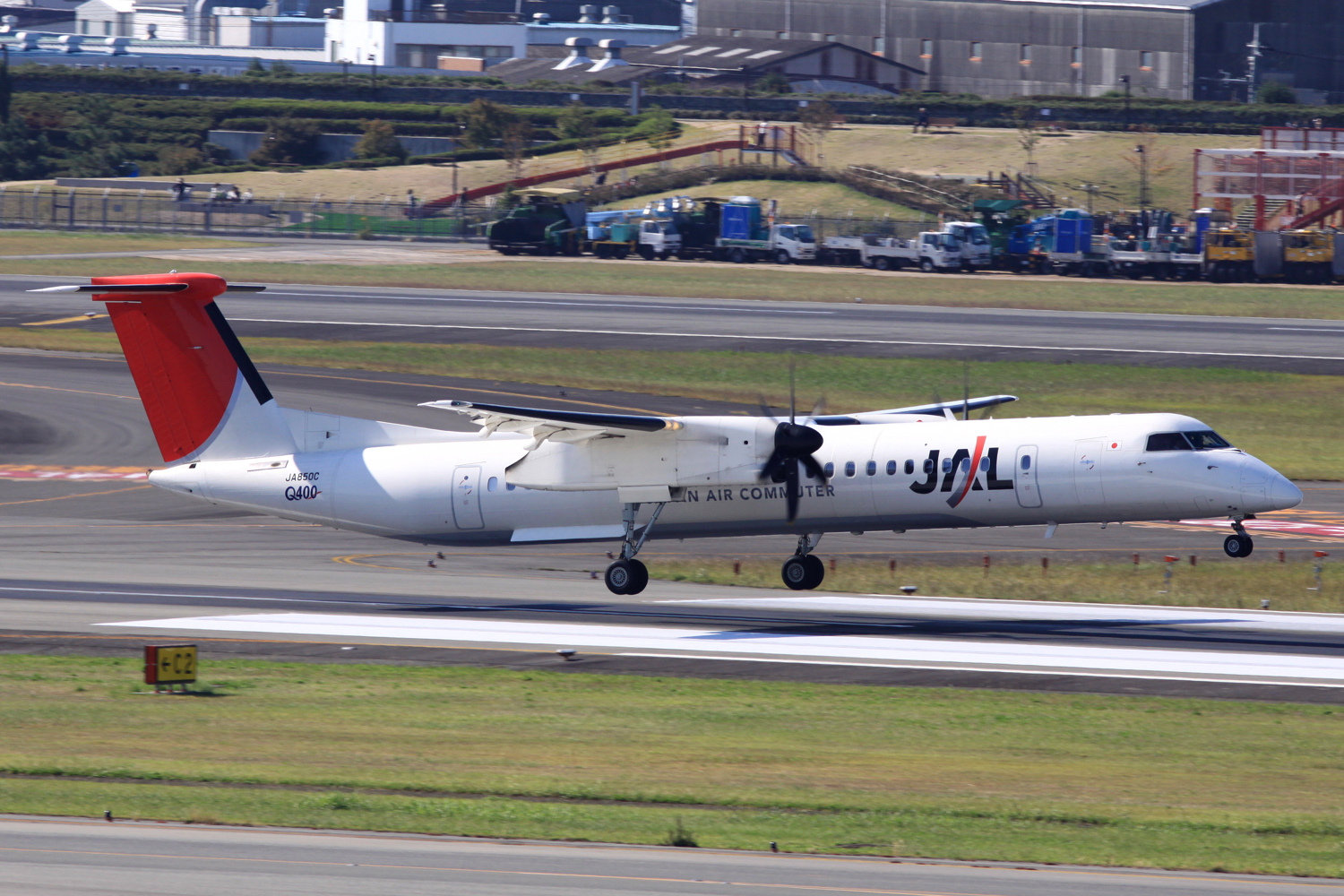
龐巴迪Dash 8 Q400
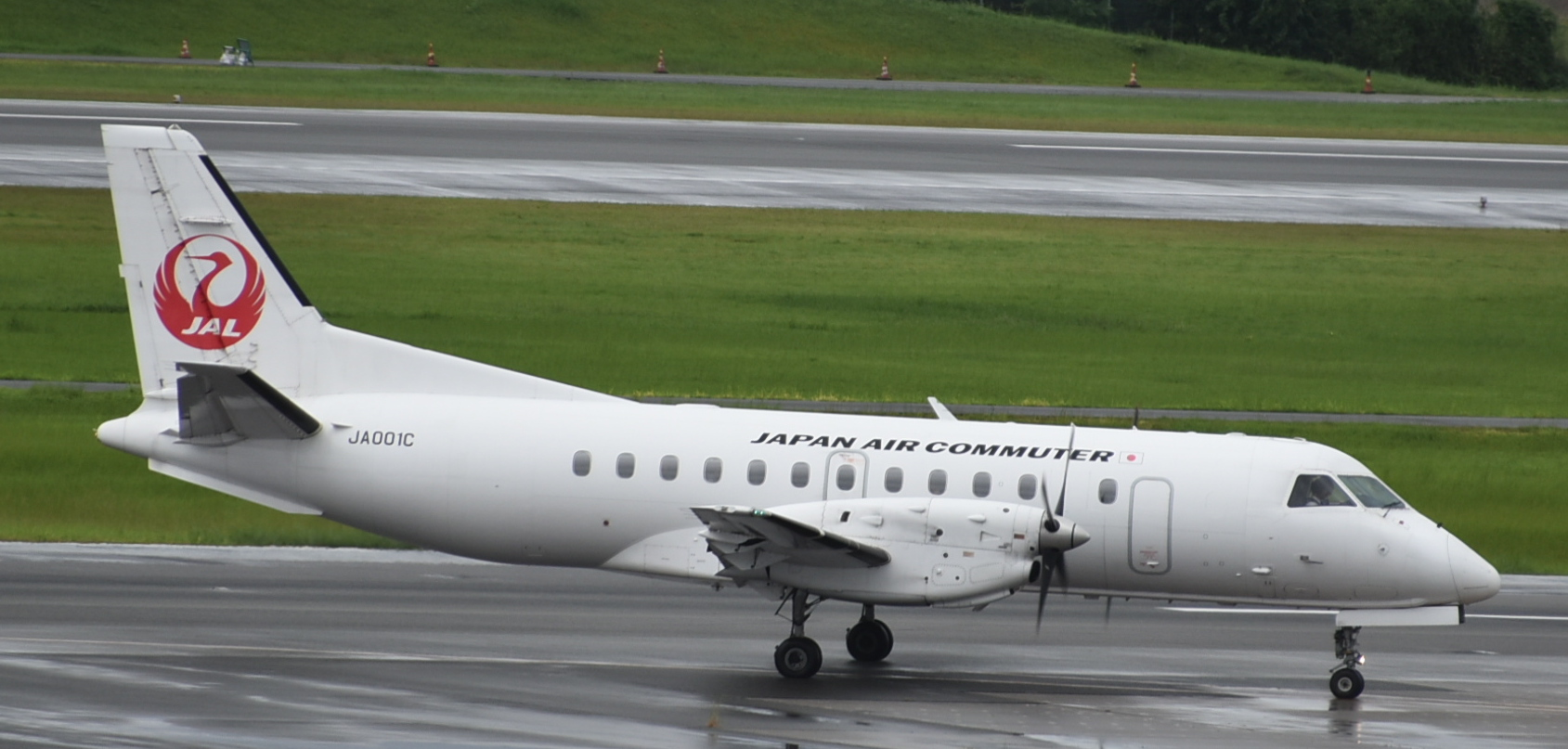
薩博340
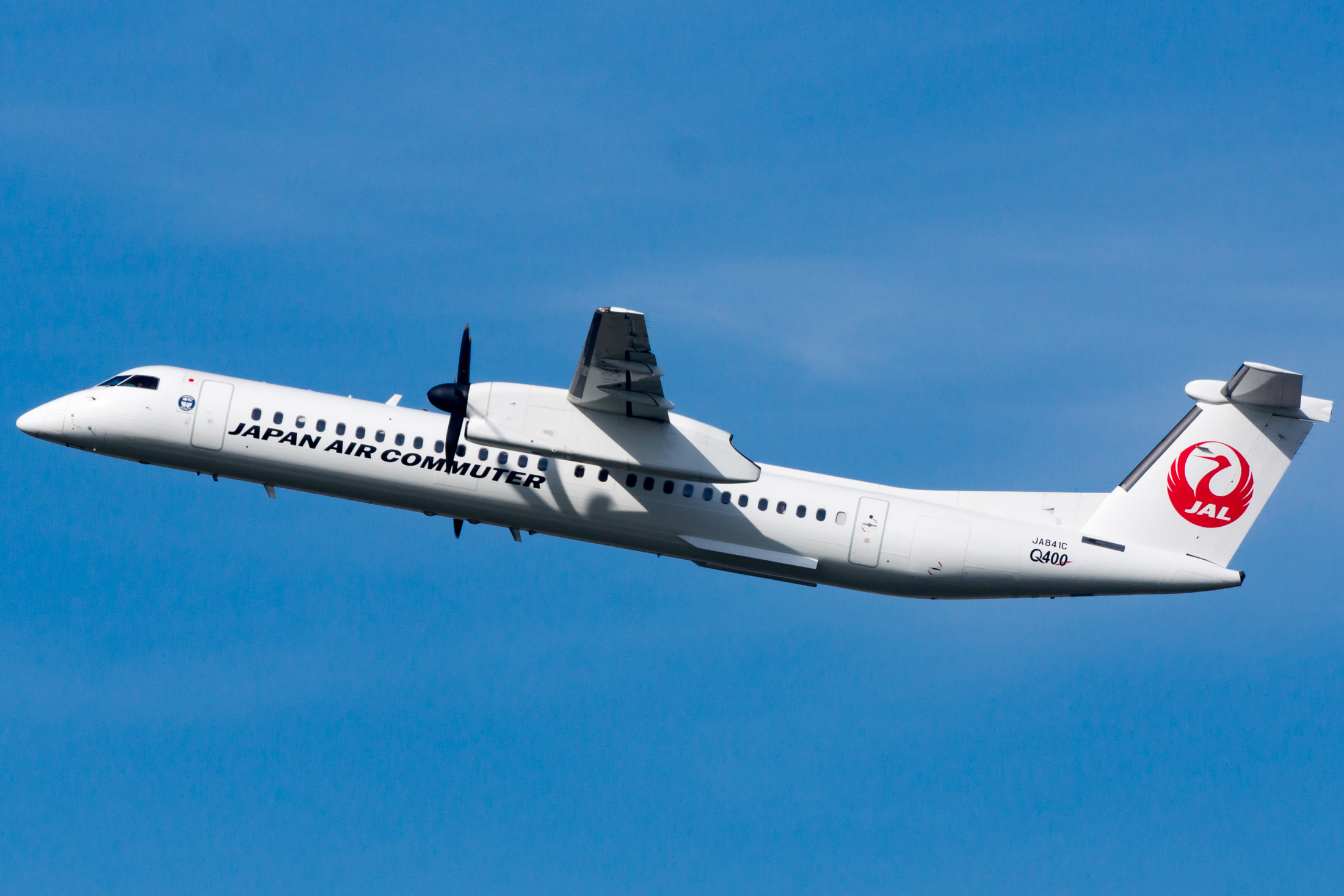
德哈維蘭加拿大DHC-8
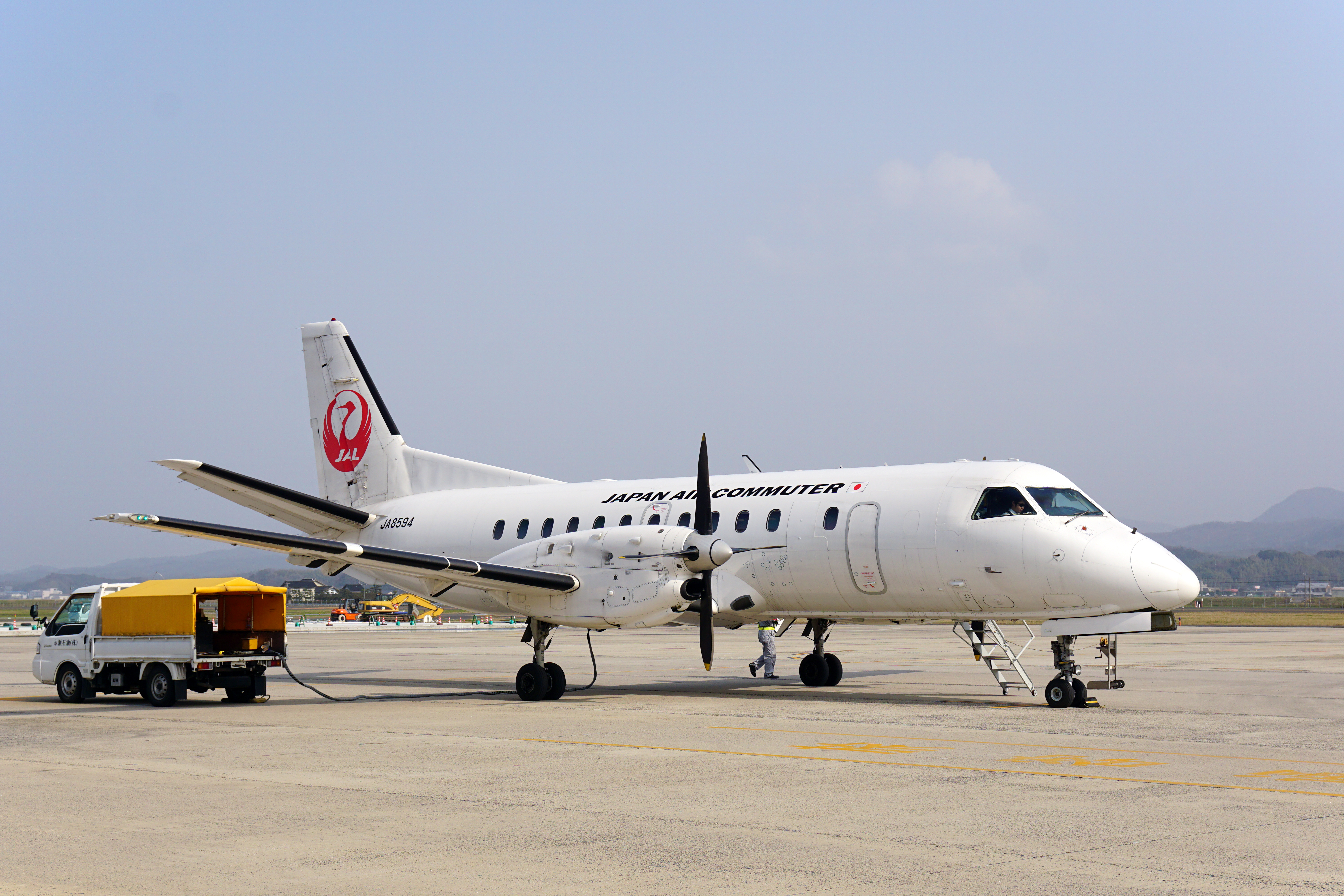
薩博340
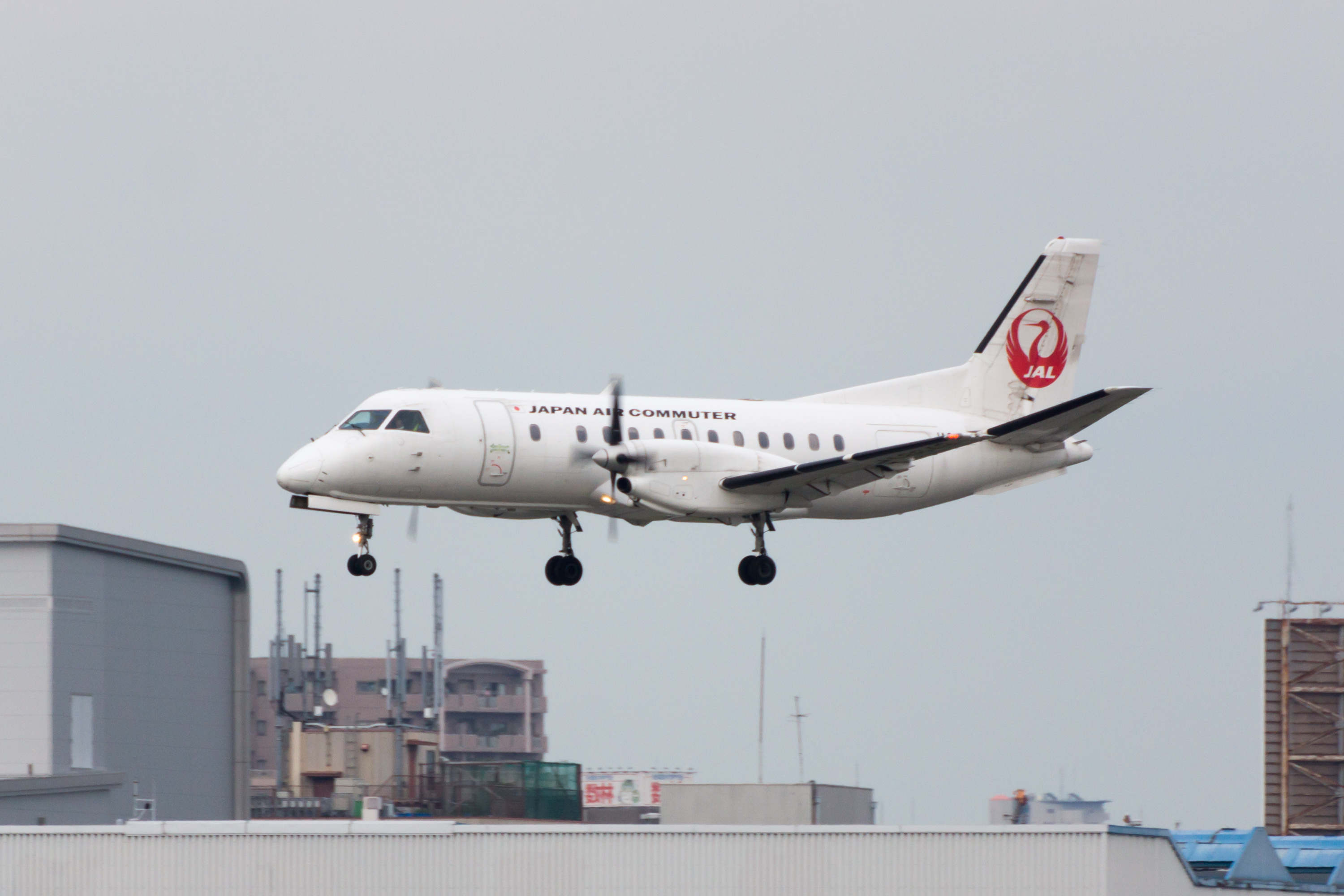
薩博340B

## 外部連結
- 日本空中通勤

（日語）
1. ↑  .   [2016-11-29]. （原始内容存档于2016-08-27）.
2. ↑  .   [2017-10-29]. （原始内容存档于2019-05-04）.